# Флаг Приозёрного
Флаг муниципального образования посёлок Приозёрный Надымского района Ямало-Ненецкого автономного округа Российской Федерации — опознавательно-правовой знак, составленный и употребляемый в соответствии с вексиллологическими (флаговедческими) правилами, и являющийся официальным символом муниципального образования посёлок Приозёрный как муниципального образования на территории Надымского района Ямало-Ненецкого автономного округа, символизирующий его достоинство и административное значение, единство его территории и населения, историческую преемственность, а также права органов местного самоуправления муниципального образования.
Флаг утверждён 6 февраля 2009 года решением Собрания депутатов муниципального образования посёлок Приозёрный № 41 и внесён в Государственный геральдический регистр Российской Федерации с присвоением регистрационного номера 4762.

## Описание
«Флаг муниципального образования представляет собой полотнище, ширина и длина которого соотносятся как 2:3; состоящее из двух равных горизонтальных полос: верхняя — сине-голубая, нижняя — зелёная. В центре полотнища — эмблема из герба муниципального образования, при этом геральдическое золото передаётся на флаге жёлтым (охристым) цветом, а серебро — белым.
Оборотная сторона флага является зеркальным отображением его лицевой стороны».
Эмблема из герба муниципального образования представляет собой окружённый золотыми солнечными лучами безант-шар, пересечённый и вверху образованный узкими остриями без числа — серебряными опрокинутыми и лазоревыми, а внизу — в виде особого беличьего меха со шкурами в форме волн.

## Обоснование символики
Посёлок Приозёрный возник в связи со строительством компрессорной станции в 1982 году на 383 километре трассы газопровода Уренгой — Ужгород.
Решением исполнительного комитета Тюменского областного Совета народных депутатов № 363 от 19 ноября 1984 года образован Приозёрный сельсовет. Указом Президиума Верховного Совета РСФСР от 5 ноября 1984 года № 1565 населённому пункту Надымского района Ямало-Ненецкого автономного округа присвоено наименование посёлок Приозёрный. Законом автономного округа № 43 от 9 декабря 1996 года «Об административно-территориальном устройстве Ямало-Ненецкого автономного округа» в перечень сельсоветов, расположенных на территории Ямало-Ненецкого автономного округа включён Приозёрный сельсовет с центром посёлок Приозёрный.
Зелёный и сине-голубой (лазурь) цвет полотнища — это цвета леса и озёр: даже в Уставе посёлка прямо сказано, что он вырос среди «соснового леса и живописных озёр»; больше того, лазурь — это основной цвет флага Ямало-Ненецкого автономного округа, а вместе с зелёным цветом — цвет флага Надымского района, к которому принадлежит посёлок.
Диск, окружённый сиянием — лучами, разделён на две половины, где верх изображает северное сияние, а низ — волны озёр, по которым посёлок получил своё название (такие флаги, намекающие на имя или название своего владельца, называются в «гласными» или «говорящими»). Кроме того, внешне нижняя часть диска напоминает геральдическую фактуру, (которая называется и считается) беличьим мехом, который в геральдике часто выступает символом полезных и благородных занятий и трудов.
Солнечное сияние (лучи) — символ энергии, которую даёт газ; кроме того, эти лучи — символ развития, процветания и т. д. Насколько известно, вскоре посёлок станет и нефтедобывающим, вот почему на флаге нет символов, которые связаны только с газом или только с нефтью, но вместо этого дан общеэнергетический символ света, тепла, энергии (лучи). Синий цвет (лазурь) считается цветом газа («голубого топлива»).
Зелёный цвет является символом свободы, здоровья, изобилия и надежды.